# سيرجيو كابريرا
سيرجيو كابريرا (بالإسبانية: Sergio Cabrera)‏ هو كاتب سيناريو ومخرج كولومبي وإسباني، ولد في 20 أبريل 1950 في ميديلين في كولومبيا.

## وصلات خارجية
- سيرجيو كابريرا على موقع IMDb (الإنجليزية)
- سيرجيو كابريرا على موقع ألو سيني (الفرنسية)
- سيرجيو كابريرا على موقع أول موفي (الإنجليزية)
- سيرجيو كابريرا على موقع قاعدة بيانات الفيلم (الإنجليزية)
- سيرجيو كابريرا على موقع كينوبويسك (الروسية)